# 基奧賈
基奧賈（義大利語：Chioggia；威尼斯語：Cióxa；拉丁語：Clodia）是位於義大利威尼托大區威尼斯廣域市的一個市镇。位於威尼斯以南25公里處。當地有人口約51000人。基奧賈可說是一個微縮版的威尼斯，市內有一些運河，其中最知名的是卡納爾運河。

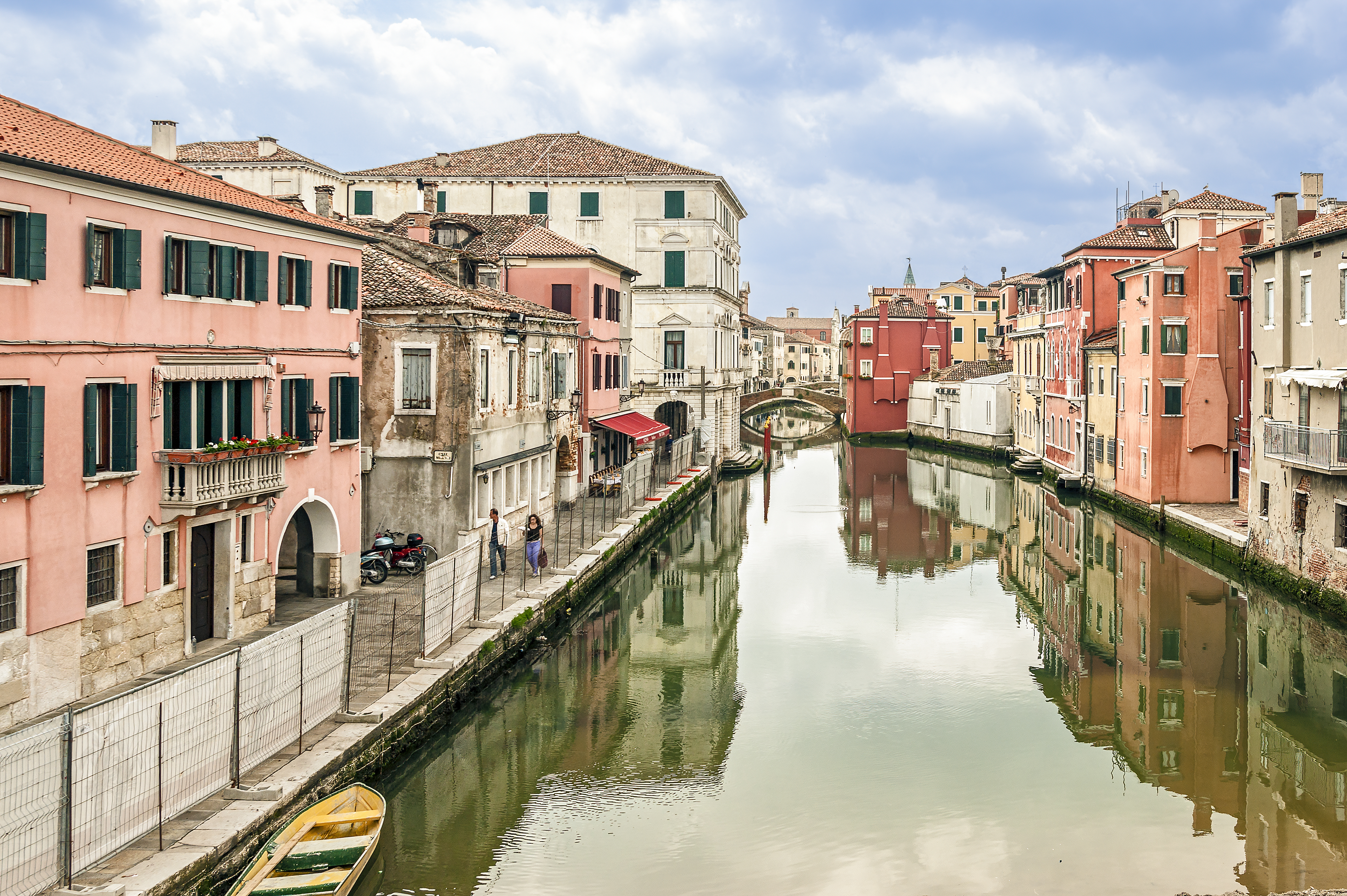
Canal Vena

## 友好城市
- 希腊拉米亚 （2007年）
- 法國圣特罗佩 （2008年）

## 外部連結
- 官方网站 （意大利文）